# 권오중
권오중(한국 한자: 權五中, 1971년 11월 24일~)은 대한민국의 배우 겸 방송인이다.

## 생애
권오중은 서울에서 태어나 1992년 뮤지컬배우로 첫 데뷔 이후, 이듬해 1993년 《랩댄싱대회》에 출전하여 우승을 하였고, 서태지와 아이들의 〈환상속의 그대〉와 가수 이은미의 댄스곡 안무를 맡았다. 이후, 1994년 배창호 감독의 《젊은 남자》에 출연하면서 연예계에 데뷔하였으며  1995년 말 군 입대와 허리부상으로 인한 의병제대를 겪으면서 슬럼프에 빠지기도 했다.

## 학력
- 금양국민학교 (졸업)
- 선린중학교 (졸업)
- 배문고등학교 (졸업)
- 홍익대학교 금속공학과 학사 (졸업)
- 서울사이버대학교 사회복지학과 학사 (졸업)
- 서울사이버대학교 휴먼서비스대학원 사회복지학 석사과정 (졸업)

## 연기 활동/기타 활동

### 드라마 및 시트콤
| 연도        | 제목                                  | 역할                               | 비고     |
| ----------- | ------------------------------------- | ---------------------------------- | -------- |
| 1994        | 사랑의 인사                           | 엄희동                             |          |
| 1995        | TV시티                                | 이동호                             |          |
| 1997        | MBC 베스트극장 - 2호선 플랫폼에서     |                                    |          |
| 1997        | 내 안의 천사                          | 남현                               |          |
| 1997        | 예스터데이                            | 봉정복                             |          |
| 1997        | 남자 셋 여자 셋                       | 권오중                             |          |
| 1998        | 사랑해 사랑해                         | 강 사장                            |          |
| 1998 ~ 2000 | 순풍산부인과                          | 권오중                             |          |
| 1998        | 사랑해서 미안해                       |                                    |          |
| 1998        | 승부사                                | 박추                               |          |
| 1998        | 여자 대 여자                          | 권오중(홍콩 이민 20년차 한인 교포) |          |
| 1999        | MBC 베스트극장 - 아빠 애인의 남자친구 | 기훈                               |          |
| 1999        | 사람의 집                             | 심영재                             |          |
| 1999        | TV영화 러브스토리                     | 기성                               |          |
| 2000        | 좋아 좋아                             | 권오준                             |          |
| 2000        | 웬만해선 그들을 막을 수 없다          | 권오중                             |          |
| 2001        | 웬만해선 그들을 막을 수 없다          | 권오중                             |          |
| 2002        | 웬만해선 그들을 막을 수 없다          | 권오중                             |          |
| 2003        | 헬로! 발바리                          | 발바리                             |          |
| 2003        | 다모                                  | 이원해                             |          |
| 2004        | 섬마을 선생님                         | 박광기                             |          |
| 2004        | 천생연분                              | 황종혁                             |          |
| 2005        | 핑구어리                              | 허태풍                             |          |
| 2005        | 비밀남녀                              | 최도경                             |          |
| 2005        | MBC 베스트극장 - 러브홀릭 프로젝트    | 현호                               |          |
| 2008        | 식객                                  | 오봉주                             |          |
| 2009        | 살맛 납니다                           | 변창수                             |          |
| 2010        | 자유인 이회영                         | 백정기                             |          |
| 2011        | 짝패                                  | 강 포수                            |          |
| 2011        | 미쓰 아줌마                           | 고경세                             |          |
| 2011        | 여인의 향기                           | 이연재의 첫사랑                    | 8회      |
| 2012        | 아랑사또전                            | 돌쇠                               |          |
| 2013        | 백년의 유산                           | 엄기춘                             |          |
| 2013        | 기황후                                | 최무송                             |          |
| 2014        | 모던파머                              | 인삼밭 도둑                        |          |
| 2016        | 아이가 다섯                           | 윤인철                             |          |
| 2017        | 브라보 마이 라이프                    | 김치복                             |          |
| 2017        | 너의 등짝에 스매싱                    | 권오중                             |          |
| 2021        | 러브 인 블랙홀                        |                                    | 웹드라마 |

### 영화
| 연도 | 제목                                     | 역할                     | 비고        |
| ---- | ---------------------------------------- | ------------------------ | ----------- |
| 1994 | 젊은 남자                                | 호중                     |             |
| 1998 | 크리스마스에 눈이 내리면                 | 종훈                     |             |
| 2003 | 튜브                                     | 면도날                   |             |
| 2003 | 봄날의 곰을 좋아하세요?                  | 도서관 남자, 코파는 남자 | 특별출연    |
| 2004 | 시실리 2km                               | 석태                     |             |
| 2005 | 오로라 공주                              | 정 형사                  |             |
| 2007 | 김관장 대 김관장 대 김관장               | 쿵푸 김관장(김석호)      |             |
| 2007 | 날아라 허동구                            | 권 코치                  |             |
| 2007 | 용의주도 미스신                          | 이준서                   |             |
| 2007 | 사랑방 선수와 어머니                     | 신강구                   | 우정출연    |
| 2008 | 마지막 선물                              | 동현                     |             |
| 2010 | 한걸음                                   |                          | 우정출연    |
| 2010 | 나의 선택 - 잊혀진 가방 그 못다한 이야기 | 본인                     |             |
| 2013 | 콩가네                                   | 상조직원                 | 우정출연    |
| 2017 | 양양                                     | 중태                     | 단편영화    |
| 2025 | 킹 오브 킹스                             | 헤롯왕                   | 한국어 더빙 |

### 방송
- SBS 《대결천하》 ... MC
- SBS 《대결! 스타셰프》 ... MC
- 채널A 《무비홀릭》 ... MC
- MBC 《찾아라! 맛있는 TV》 ... MC
- KBS2 《대국민 토크쇼 안녕하세요》 ... 게스트
- MBC 《공감토크쇼 놀러와》 ... MC
- MBC 《무한도전》 ... 게스트
- tvN 《SNL코리아》 ... 게스트
- MBC Every 1 《나인 투 식스》 ... 패널
- 채널A 《미용실》 ... MC
- MBC 《별바라기》 ... 패널
- KBS2 《나는 남자다》 ... MC
- 채널A 《잘 살아보세》 ... 패널
- tvN 《가이드》 ... 패널
- MBC 《황금어장 라디오스타》 ... 게스트
- KBS2 《해피투게더》 ... 게스트
- SBS 《판타스틱 듀오》 ... 패널
- SBS 《정글의 법칙》 ... 패널
- MBN 《이맛이야》 ... MC
- MBC 《이상한 나라의 며느리》 ... MC
- MBC 《궁민남편》 ... MC
- SBS 《미운 우리 새끼》 … 게스트

### 광고
- 1995년 명인제약 메이킨S
- 1997년 롯데네슬레코리아 네스카페 캔 커피
- 1999년 오리온 포카칩
- 1999년 교원구몬 구몬학습
- 1999년 CJ제일제당 햇반
- 2000년 농심 오징어 짬뽕
- 2000년 옥션
- 2001년 농심 무파마
- 2002년 라이온코리아 닥터세닥
- 2004년 국순당 삼겹살에 메밀한잔
- 2004년 LG유플러스
- 2004년 삼성전자 삼성 DVD 콤보 레코더
- 2004년 차우니드 1577-5233
- 2007년 농심 고시히카리 쌀밥
- 2016년 한국투자저축은행

## 수상 및 후보
| 연도 | 시상식                         | 부문                         | 작품            | 결과 |
| ---- | ------------------------------ | ---------------------------- | --------------- | ---- |
| 1995 | MBC 연기대상                   | 남자 신인상                  | TV시티          | 후보 |
| 1999 | SBS 연기대상                   | 인기상                       | 순풍산부인과    | 수상 |
| 2004 | MBC 연기대상                   | 연속극 부문 우수 연기상      | 천생연분        | 후보 |
| 2005 | 선행칭찬상 시상식              | 대중예술부문 선행상          | 빈칸            | 수상 |
| 2006 | 빈칸                           | 올해의 볼룬티어상            | 빈칸            | 수상 |
| 2008 | 제16회 춘사영화제              | 신인남우상                   | 마지막 선물     | 후보 |
| 2009 | 보건복지부장관                 | 표창                         | 빈칸            | 수상 |
| 2011 | 월간샘터                       | 샘물상                       | 빈칸            | 수상 |
| 2011 | SBS 연기대상                   | 주말/연속극 부문 우수 연기상 | 미쓰 아줌마     | 후보 |
| 2012 | 보건복지정책홍보 유공자 시상식 | 보건복지부장관 표창          | 빈칸            | 수상 |
| 2012 | 제20회 대한민국문화연예대상    | 드라마 부문 남자조연상       | 아랑사또전      | 수상 |
| 2014 | KBS 연예대상                   | 쇼/오락부문 남자신인상       | 나는 남자다     | 후보 |
| 2018 | MBC 방송연예대상               | 버라이어티 부문 남자 우수상  | 일밤 - 궁민남편 | 후보 |

## 기타

### 홍보대사
- 2001년 한국희귀난치성질환연합회 홍보대사
- 2002년 천사를 돕는 사람들의 모임 대표
- 2005년 보건복지부 129콜센터 홍보대사
- 2008년 희망의 러브하우스 홍보대사
- 2008년 사랑의 열매 홍보대사
- 2009년 제14회 당진 쌀사랑 음식축제 홍보대사[5]
- 2010년 중앙가정위탁지원센터 나눔홍보대사
- 2010년 한국인체조직기증지원본부 명예홍보대사[6]
- 2011년 국제구호 NGO 기아대책 홍보대사
- 2011년 경기도 포천시 홍보대사

### 자격증
- 《한식조리기능사》,《양식조리기능사》
- 《2급 사회복지사》[7]

### 저서
- 레시피 북 - 《굿잇츠》(GOOD EATS)[8]

### 모임
- 《천사를 돕는 사람들의 모임》(2002년 권오중이 결성한 자원봉사단체)[9]